# Ștefan Stănculescu
Ștefan Stănculescu (în persană استفان استانکولسکو; n. 16 septembrie 1923, București, România – d. 4 octombrie 2013, România) a fost un jucător și antrenor de fotbal român.

## Biografie

### Cariera de jucător
S-a născut în 16 septembrie 1923 la București. A jucat pe postul de portar la cluburile Sportul Studențesc (1937–1946), Șurianul Sebeș (1947), Unirea Tricolor (1948–1949) și Metalul București (1949–1953).

### Cariera de antrenor
După retragerea din activitatea de jucător, Stănculescu a lucrat ca antrenor al echipei IMS Câmpulung Muscel (1956–1957) și a devenit apoi antrenor al echipei de tineret a clubului Dinamo București din 1958 până în 1974, fiind în această perioadă angajat civil al Ministerului Afacerilor Interne, fără a deține grad militar. Printre jucătorii pe care i-a pregătit se numără Ion Pîrcălab, Radu Nunweiller, Mircea Lucescu, Spiridon Niculescu⁠(d), Mircea Stoenescu, Alexandru Mustățea⁠(d), Lucian Strâmbeanu⁠(d), Ion Marin, Ionel Augustin ș.a. Stănculescu a observat potențialul sportiv al lui Cristian Gațu, care fusese trimis de tatăl său la fotbal, trecuse prin toate grupele de juniori între 1952 și 1962 și chiar jucase două meciuri pentru echipa de seniori a clubului Dinamo, și l-a îndrumat să practice handbalul. A câștigat două titluri de campion național cu echipa de juniori a clubului Dinamo: primul titlu a fost obținut în 1961. În ziua finalei Cupei României din anul 1964⁠(d), Federația Română de Fotbal i-a acordat o cupă specială „pentru merite deosebite în munca de pregătire a copiilor și juniorilor”, iar Ștefan Stănculescu a declarat cu acel prilej: „Niciodată, în viața mea, nu am fost mai fericit ca în clipa în care am primit cupa. Aprecierea F.R. Fotbal m-a mișcat profund, dîndu-mi un nou imbold în muncă.”.
În anul 1974 a plecat în străinătate, unde a antrenat mai întâi clubul iranian FC Aboomoslem⁠(d) (1974) și apoi echipa națională a Zairului între 1974 și 1976. A condus echipa Zairului la Cupa Africii din 1976⁠(d), unde campioana continentală en-titre a fost eliminat din faza grupelor. S-a întors apoi în România, unde a continuat activitatea de pregătire a tinerilor fotbaliști la centrul de copii și juniori al clubului Dinamo București (1977–1978) și mai târziu la Palatul Pionierilor (1978–1983). S-a pensionat în anul 1983.

### Decesul
Ștefan Stănculescu a decedat la 4 octombrie 2013, la vârsta de 90 de ani.

## Distincții
- Medalia „Meritul Sportiv” clasa a II-a (8 mai 1968) „pentru contribuția deosebită adusă la dezvoltarea mișcării de cultură fizică și sport și pentru merite deosebite în activitatea sportivă de performanță, cu prilejul împlinirii a 20 de ani de la înființarea Clubului sportiv «Dinamo»-București al Ministerului Afacerilor Interne”[7]